# 벅쇼 스타디움
벅쇼 스타디움(Buck Shaw Stadium)는 미국의 축구전용경기장이다. MLS 산호세 어스퀘이크스의 홈구장이다.